# Listki zarodkowe

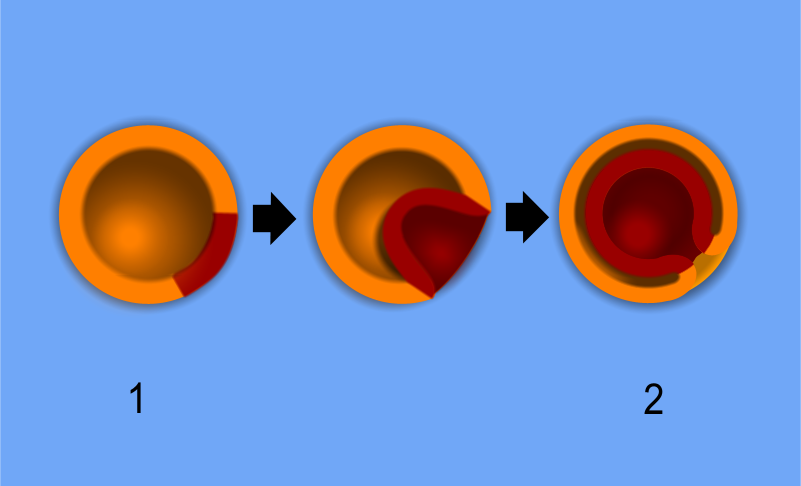
Powstawanie entodermy (kolor czerwony) w czasie gastrulacji

Listki zarodkowe – zespoły komórek powstające w czasie rozwoju zarodkowego zwierząt w procesie gastrulacji. Występują trzy typy listków zarodkowych: pierwszy to ektoderma, drugi to entoderma (nazywana też endodermą), a trzeci to mezoderma.
Wszystkie zwierzęta będące tkankowcami zbudowane są z dwóch podstawowych listków zarodkowych (ektodermy i entodermy), a u wyżej uorganizowanych pojawia się trzeci (mezoderma). Według tego kryterium wyróżnia się:
- zwierzęta dwuwarstwowe,
- zwierzęta trójwarstwowe.